# Ron Trent
Ronald Trent (23 mei 1973) is een Amerikaanse dj en producer van deephouse. Hij is met name bekend om hun nummer Altered States dat in 1990 verscheen. Daarna volgde een zeer productieve carrière. Ook beheert hij enkele labels waaronder Prescription, Future Vision, Electric Blue en Music And Power. Daarnaast is hij actief in de organisatie van clubavonden. Trent heeft veel in duovorm gewerkt. Eerst met Chez Damier en later met Anthony Nichelson.

## Biografie
Trent wordt geboren in een klein plaatsje in Massachusetts, maar verhuist in zijn kinderjaren naar Chicago. Hij krijgt zijn muzikale opvoeding van zijn vader. Die actief is als muzikant en disco-dj. Als scholier begint hij met het maken van muziek. Zijn interesse voor de opkomende housemuziek ontstaat wanneer hij door een oudere schoolvriend wordt meegenomen naar een feest waar Ron Hardy draait. Hij begint ook te produceren. Hij heeft de mogelijkheid om te kunnen werken met de apparatuur van een vriend die rijke ouders heeft. Als hij zeventien is verschijnt de Afterlife EP, zijn eerste uitgave om het Warehouse-label van zijn vriend Armando. Daarop valt vooral het bijna veertien minuten durende Altered States op. Het nummer groeit uit tot een invloedrijke klassieker. Na de dood van Armando in 1996, ontstaat er een juridische strijd rondom de rechten van het nummer. Een Nederlands bedrijf claimt de rechten zonder er royalty's voor af te dragen. Zo wordt het zonder zijn medeweten gebruikt in Grand Theft Auto: Liberty City Stories. Uiteindelijk weet Trent zijn gelijk te halen. Door de frustraties rondom deze perikelen weigert Trent jarenlang het nummer te draaien in zijn sets.
In de jaren na zijn debuut groeit Trent uit tot een actieve deelnemer van de housescene. Naast het produceren van platen is hij dj en begint hij clubavonden te organiseren. Ook werkt hij een tijd voor het producersduo. Hula & K. Fingers. In 1993 gaat Trent samenwerken met de uit Detroit afkomstige Chez Damier, die hij leert kennen via gezamenlijke vrienden. Hij verhuist daarvoor ook naar Detroit. Ze brengen onder een groot aantal namen platen uit. Ook starten ze het label Prescription Records. Voor de distributie haken ze aan bij het Cajual-label van Green Velvet. Daarmee lanceren ze in 1994 met succes Romanthony. In 1994 maken ze ook een remix van het nummer I'm Your Brother van Round One, een project van Rhythm & Sound. De samenwerking tussen het duo duurt tot 1996 als er onenigheid ontstaat. Trent zet het label daarna alleen voort en breidt dat de jaren daarna uit met meerdere sublabels. In de late jaren negentig gaat hij in New York wonen en wordt Anthony Nicholson zijn nieuwe muzikale compagnon. Met hem zet hij het project Urban Sound Gallery op. Daarmee maken ze, in in samenwerking met François Kevorkian, de deephouseklassieker Ncameu (1997), waarop zijn toenmalige vriendin D'Bora zingt. Van het project verschijnt in 1999 het album Color In Rhythm Stimulate Mind Freedom, dat veel invloeden uit de Afrikaanse muziek haalt. In 1999 verschijnt ook het album Primitive Arts. Zijn reputatie als remixer groeit in die periode ook. Hij maakt remixes voor artiesten als 4hero, Shazz, Nightmares On Wax, Erykah Badu en Jill Scott. Maar de succesvolste plaat die een remix van hem heeft is I'm Outta Love van Anastacia.
In 2006 helpt hij Vikter Duplaix met een track op zijn album Bold And Beautiful. In 2007 maakt hij het project Cinematic Travels, waarvan het album Ancient Future verschijnt. Hierop werkt hij met diverse muzikanten beweegt hij sterk richting jazz en wereldmuziek. Rond deze periode maakt hij ook de tracks Movin' On (2007) en Deep Down (2008) met zanger Robert Owens. Een opvallend politiek statement maakt hij met de single Obama Tribute, waarop de inauguratie Barack Obama wordt gevierd. In de begeleidende teksten eert hij ook Malcolm X en Martin Luther King voor het Afro-Amerikaanse succes. Het album Dance classic (2009) is een geschiedenistour door het verleden van de housemuziek, waarbij hij specifieke jaartallen bij de nummers voegt om de sfeer uit die tijd na te bootsen. Op Dance Floor Boogie Delites (2011) en Raw Footage (2012) laat hij weer een puur deephouse-geluid horen. Omwille van zijn gezin en mogelijkheden voor inkomsten keert hij weer terug naar Chicago. Wanneer hij in 2014 een tijd in Berlijn verblijft, vormt hij met de daar wonende producers Aybee en Jerome Sydenham de gelegenheidsformatie S.A.T.. Ze nemen het album in enkele weken op, maar zetten na enkele maanden van eigen activiteiten nog de puntjes op de i. Op het titelloze album laten ze een geluid horen dat veel invloeden uit de techno heeft. Het belangrijkste werk van zijn Prescription-label wordt verzameld op Prescription: Word, Sound & Power (2017), hoewel de meeste tracks van hemzelf zijn.

## Discografie

### Albums
- Primitive Arts (1999)
- USG pres. African Blues - Color In Rhythm Stimulate Mind Freedom (1999)
- Cinematic Travels - Ancient Future (2007)
- Dance Classic (2009)
- Dance Floor Boogie Delites (2011)
- Raw Footage (2012)
- S.A.T. - S.A.T. (2014)

### Compilaties
- RA.EX201 Ron Trent (2014)
- Prescription: Word, Sound & Power (2017)